# 雀宮宿

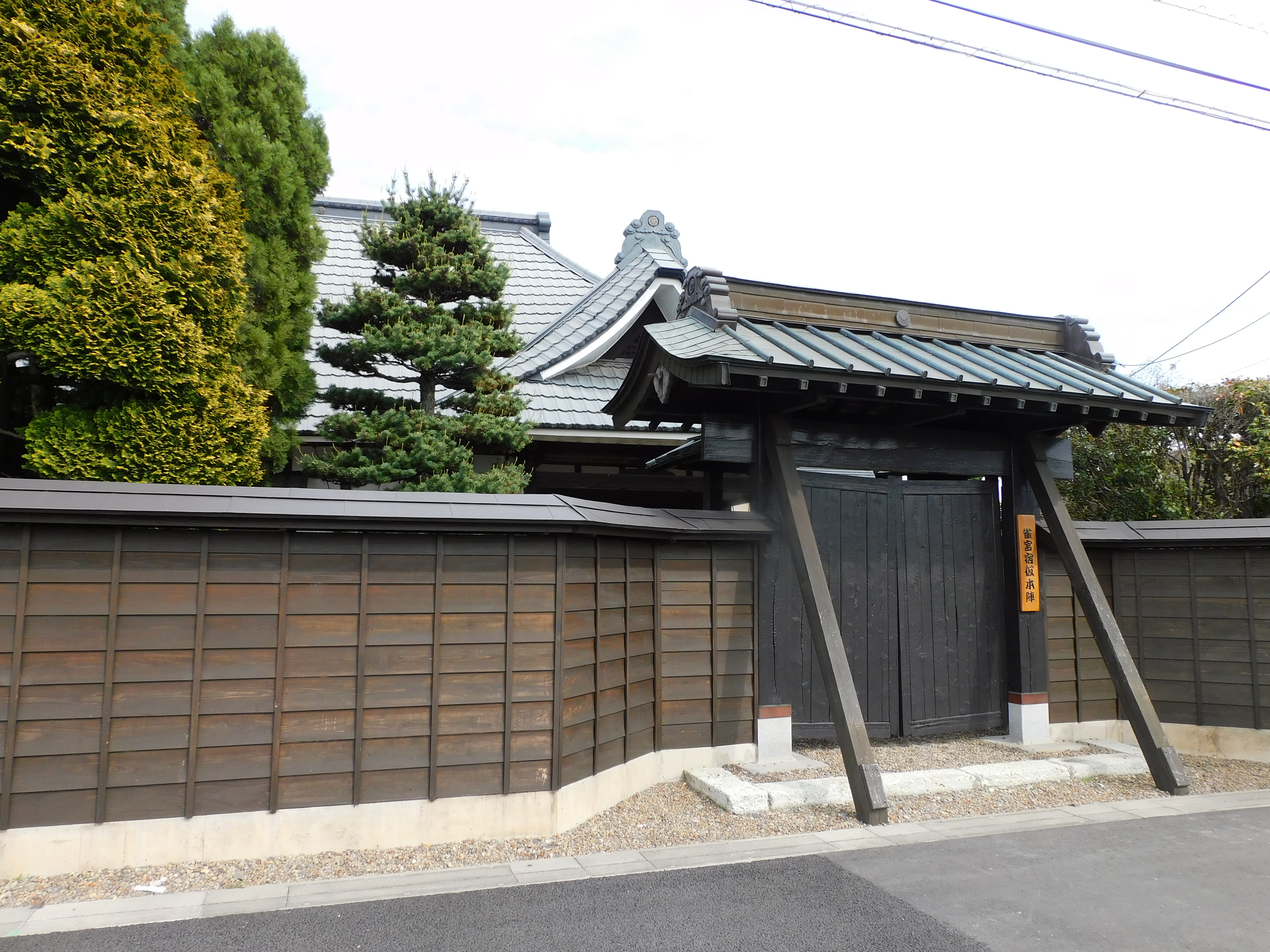
仮本陣芦谷家

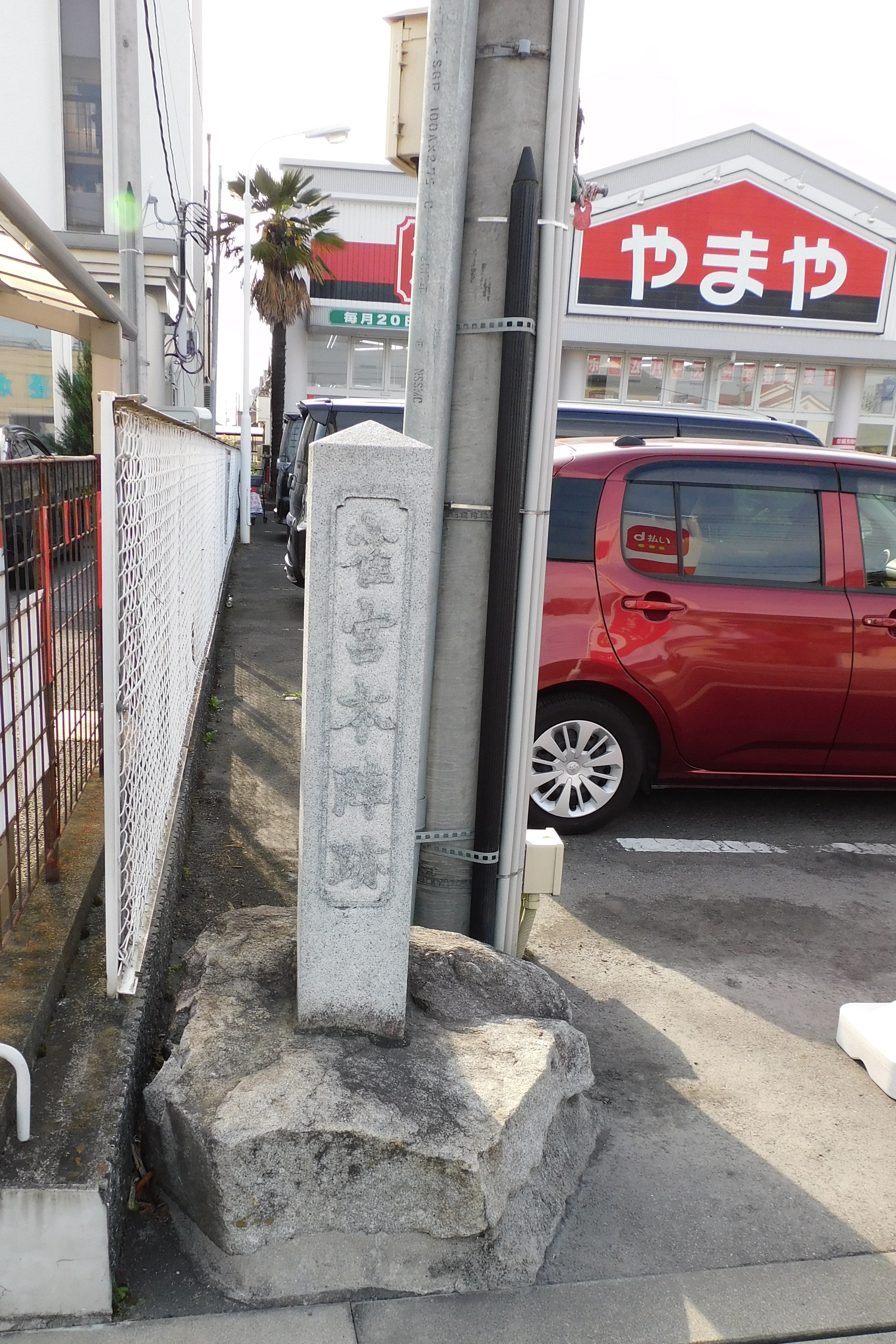
本陣跡の碑

雀宮宿（すずめのみやじゅく）は、日光街道および奥州街道の16番目の宿駅（宿場町）である。現在の栃木県宇都宮市雀宮。

## 概要
雀宮宿は江戸時代に下野国河内郡にあった宿場町である。『日光道中略記』によると、雀宮宿は、もともと下横田村の台地部にある村落であったことから台横田村と呼ばれ、奥州古道の時代にはその中心地は雀宮宿の東方にあったが、江戸時代の元和年中（1615年 - 1624年）に日光街道が整備されたことにより沿道に人家が集まり宿を成し、近所にあった雀宮神社に因んで雀宮村と改称し、後に江戸幕府によって宿駅とされたものである。初期は宇都宮藩領であったが、宿駅を重視する幕府により、延享元年（1744年）から直轄領とされ、代官が支配した。
天保14年（1843年）頃の『日光道中宿村大概帳』によれば、雀宮宿には本陣1軒、脇本陣1軒が設けられ、旅籠が38軒あり、宿内の家数は72軒、人口は268人であった。横町や裏町のない、1本の通りに沿った純粋な街村であった。宿場は南北方向に5町20間（≒581 m）に渡って広がり、北から順に上町、中町、下町に分かれていた。現行地名では雀の宮一・二丁目が上町、三・四丁目が中町、五・六丁目が下町に相当する。
現在も雀宮には旧日光街道である国道4号が通るほか、その近傍をJR宇都宮線（東北本線）が通り、雀宮駅がある。1955年（昭和30年）頃までは宿場の面影が随所に見られたが、その後の半世紀で大きく変貌した。中町（現・雀の宮四丁目）にあった本陣は、宇都宮氏の元家臣である小倉家が代々務め、1990年代まで門構えを残していたが、子孫の転居に伴って取り壊され、跡地に碑を残すのみである。そこから北へ約100 m進んだところに仮本陣を務めた芦谷家（雀の宮三丁目）があり、黒門・板塀・上段の間などに往時が偲ばれる。

## 設備
- 宿駅
  - 本陣小倉半右衛門、脇本陣
- 寺社

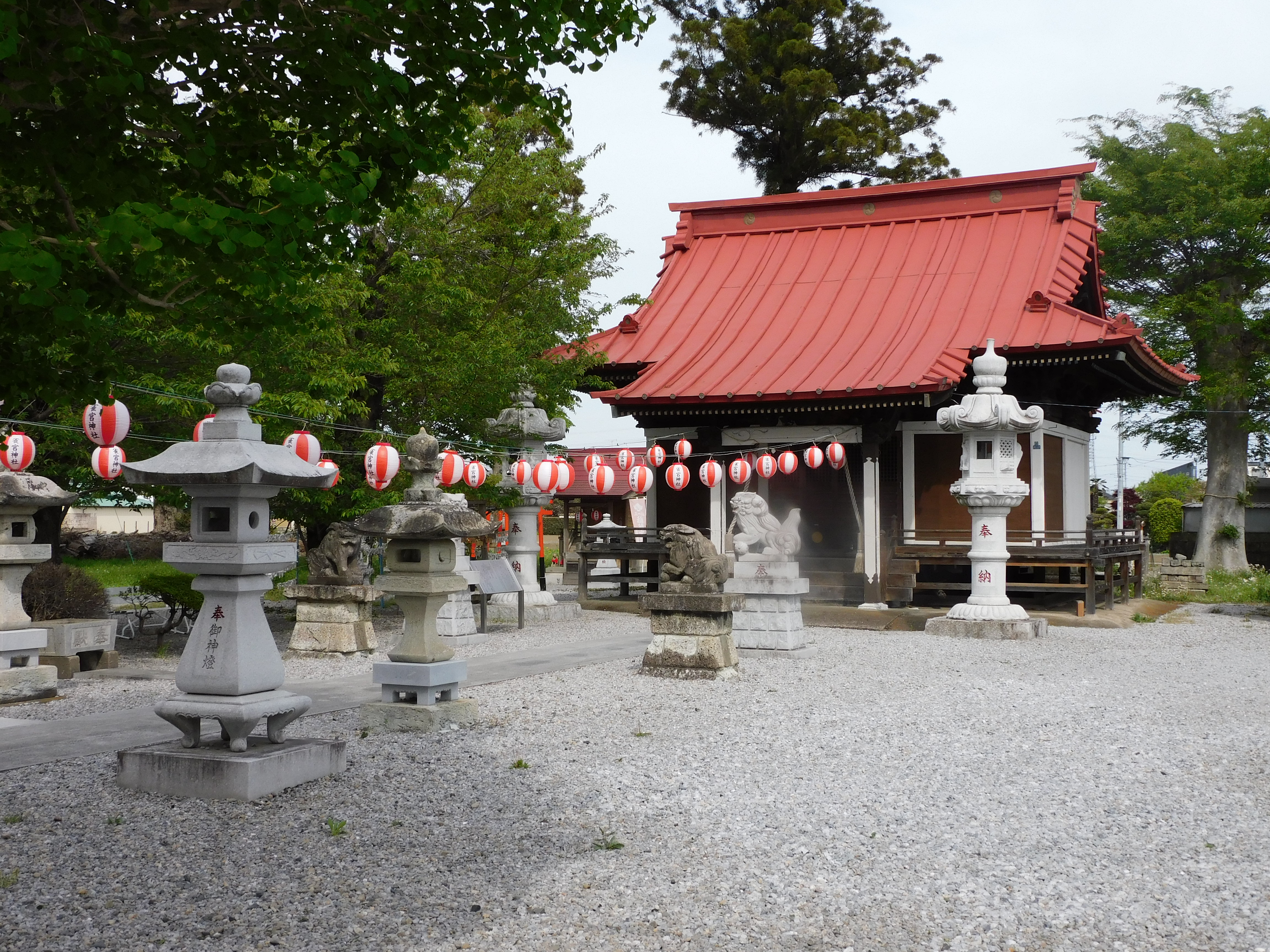
雀宮神社

  - 太子堂、正光寺、金乗院、大日堂、観音堂、修験常覚院、馬頭観音
  - 天王社、稲荷社、雀宮神社
- 接続道路
  - 日光道中
  - 結城道
  - 鹿沼道

## 交通
隣の宿
- 日光道中、奥州道中

石橋宿 - 雀宮宿 - 宇都宮宿
- 日光東往還（結城道）

　雀宮宿 - 多功宿